# Igrzyska Małych Państw Europy 1999
8. Igrzyska Małych Państw Europy – ósma edycja igrzysk małych krajów została zorganizowana w Vaduz na terenie Liechtensteinu. 

## Klasyfikacja medalowa
| Klasyfikacja medalowa | Klasyfikacja medalowa | Klasyfikacja medalowa | Klasyfikacja medalowa | Klasyfikacja medalowa | Klasyfikacja medalowa |
| --------------------- | --------------------- | --------------------- | --------------------- | --------------------- | --------------------- |
| Pozycja               | Kraj                  | Złoto                 | Srebro                | Brąz                  | Suma                  |
| 1                     | Islandia              | 29                    | 20                    | 24                    | 73                    |
| 2                     | Luksemburg            | 20                    | 16                    | 19                    | 55                    |
| 3                     | Cypr                  | 14                    | 13                    | 15                    | 42                    |
| 4                     | San Marino            | 6                     | 5                     | 7                     | 18                    |
| 5                     | Andora                | 5                     | 12                    | 11                    | 28                    |
| 6                     | Monako                | 5                     | 9                     | 6                     | 20                    |
| 7                     | Malta                 | 4                     | 8                     | 8                     | 20                    |
| 8                     | Liechtenstein         | 3                     | 3                     | 2                     | 8                     |